# Second Life (filme)
Second Life é um filme português do género drama, realizado e escrito por Miguel Gaudêncio e Alexandre Cebrian Valente. Foi protagonizado por Piotr Adamczyk, Lúcia Moniz, Pedro Lima, Paulo Pires e Sandra Cóias. Estreou-se em Portugal a 29 de janeiro de 2009.

## Elenco
- Piotr Adamczyk como Nicholas
- Lúcia Moniz como Sara
- Cláudia Vieira como Cláudia
- Nicolau Breyner como Don Francesco
- Paulo Pires como Pepe
- Fátima Lopes como Marta
- Pedro Lima como Luca
- Sandra Cóias como Liza
- Liliana Santos como Raquel
- Ricardo Pereira como diretor assistente
- Tiago Rodrigues como João
- Sofia Grillo como Ana
- Pêpê Rapazote como oficial da guarda rural
- Luís Filipe Borges como inspetor de polícia
- José Carlos Malato como inspetor de polícia
- Ruy de Carvalho como Guido
- José Wallenstein como psicanalista
- Rita Andrade como modelo
- Ana Padrão como empregada da loja de flores
- Manuela Sousa Rama como empregada de Francesco
- Nadiya Sabelkina como modelo
- Luís Figo como realizador de cinema

## Rodagem
A rodagem do filme foi feita na região do Algarve, Caldas da Rainha, Óbidos, Lisboa e em Itália.